# Кормош Теофіл Іванович
Теофіл (Теофіль) Іванович Кормош (26 січня 1863, Речичани на Городоччині (Львівщина) — 26 листопада 1927, Перемишль) — український адвокат, громадський діяч, доктор права, посол до Галицького сейму 10-го скликання. Належить до тих, які свого часу багато зробили для піднесення економічного, культурного, політичного рівня українського народу, але яких з повним правом можна назвати напівзабутими. Постать Т. Кормоша малозгадувана, є, як видно зі слів Костя Левицького, регіон, в якому він жив і працював, і для організації українського життя в якому він зробив дуже багато.

## Життєпис
Народився в сім'ї пароха села Речичан о. Івана Кормоша. Навчався на правничому факультеті Львівського університету, де склав докторат. 1892 року відкрив власну адвокатську канцелярію в Перемишлі, відтоді громадський провідник краю.
Теофіл Кормош був політиком і, як видається, свою складову в боротьбі за утвердження української влади в регіоні, де він жив і працював, виконав достатньо добре. Початки його активної громадської діяльності припадають на його студентські роки, коли він бере активну участь в діяльності «Правничого кружка» (об'єднання студентів-правників при товаристві «Академічне братство») — фактично першого українського професійного об'єднання правників. Члени Кружка ставили перед собою завдання підняти рівень української правової думки, реально використати ті можливості, що їх надавало чинне законодавство для розвитку української юридичної науки, освіти, для більш ефективного захисту та забезпечення прав і свобод українського народу. Тобто ці завдання, бувши вузько фаховими, професійними, були, разом з тим, політичними. Що власне й дає підставу стверджувати, що Теофіл Кормош, як і інші члени «Правничого кружка», серед яких були Кость Левицький, Євген Олесницький, Антін Горбачевський та багато інших, почали формуватися як політики зі студентської лави.

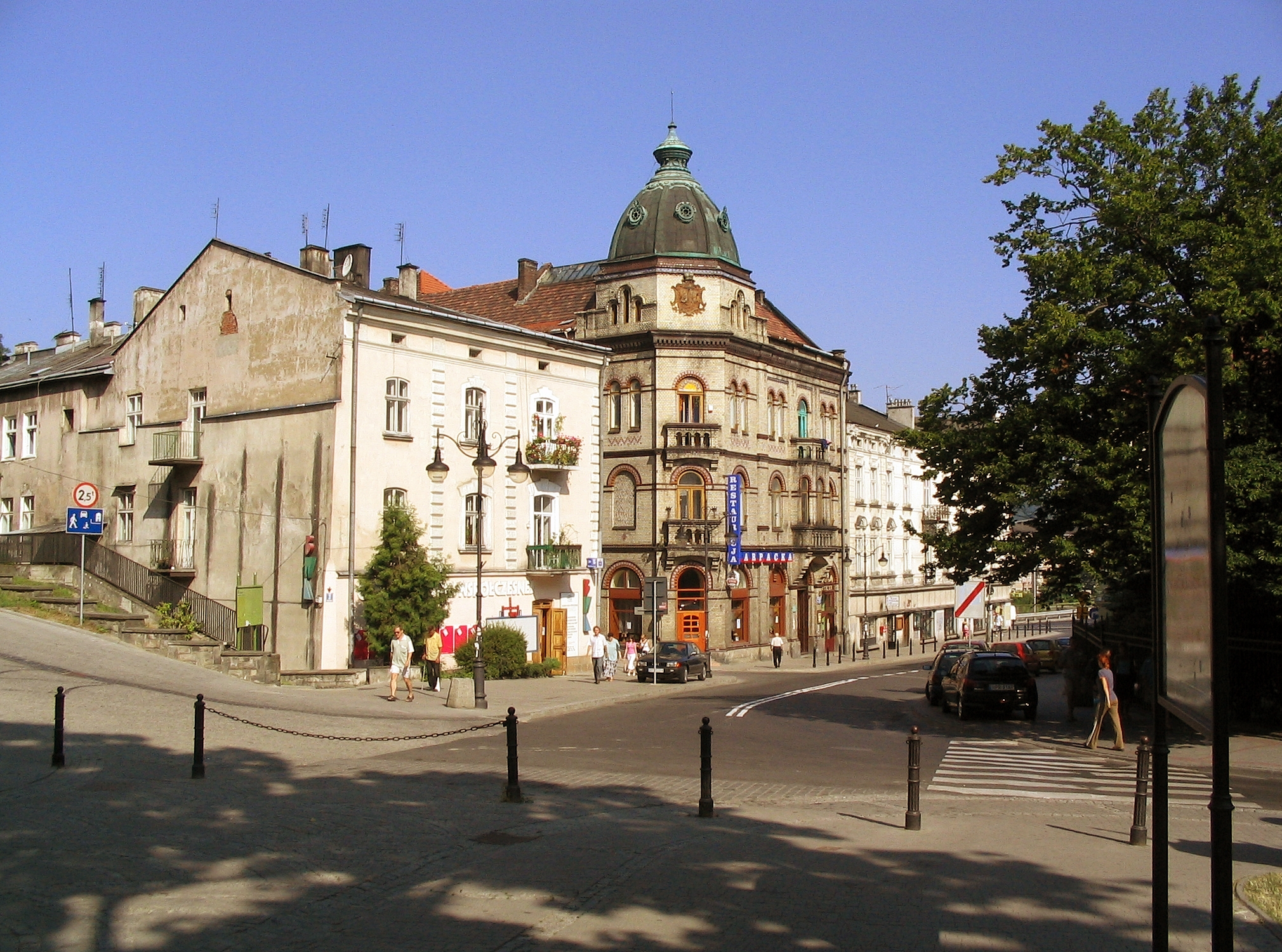
Український «Народний дім», Перемишль

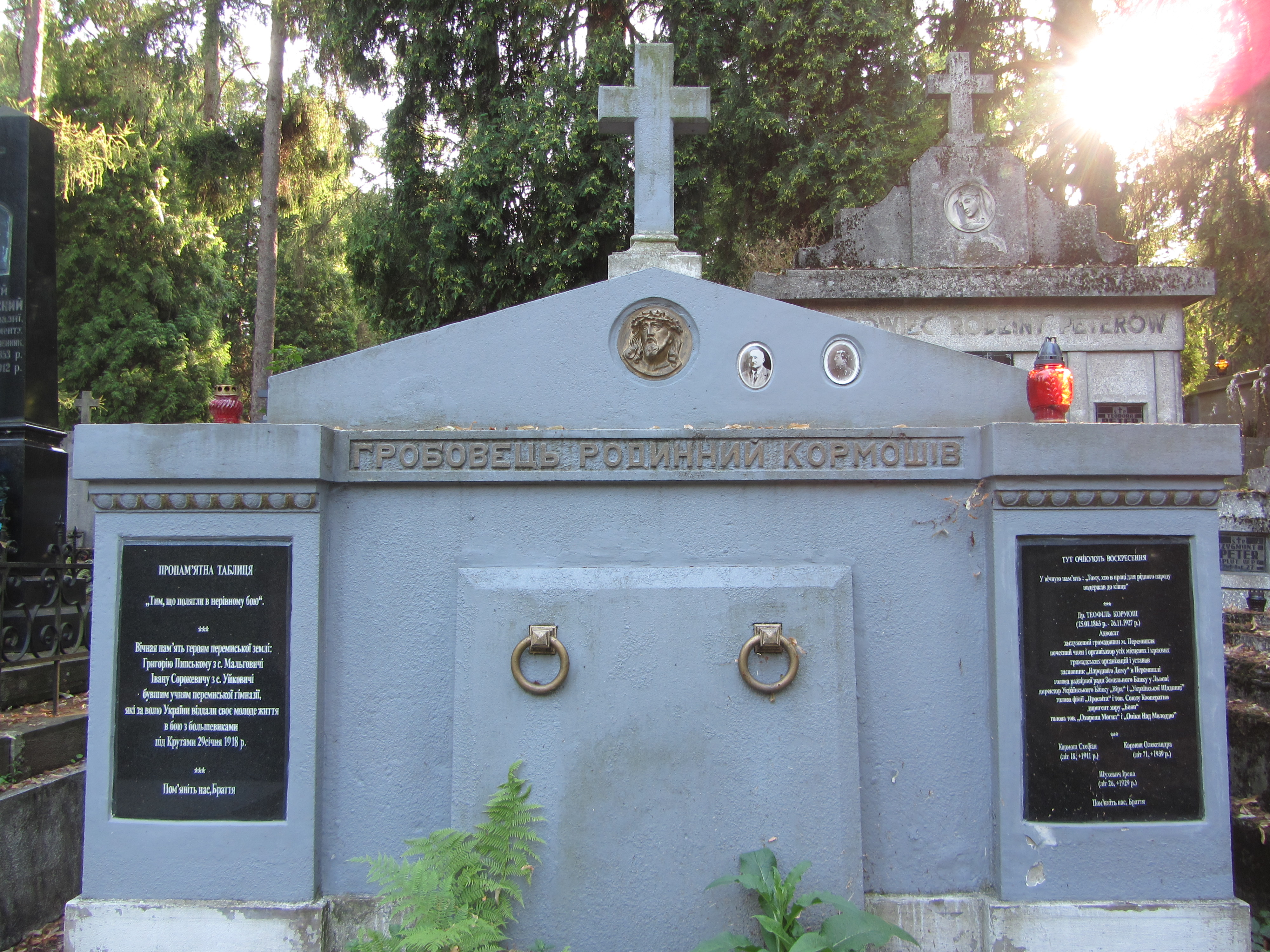
Надгробок Теофіла Кормоша, Перемишль

Один з тих ідейних громадських діячів і реальних політиків «адвокатської ери», який зразково зорганізував свою область, надаючи найбільше уваги її громадсько-економічній організації, як підставі, з якої виростав усебічний розвиток національно-культурних і суспільних українських організацій.
1894 р., як пише Кость Левицький, «в Перемишлі засновано перше наше стоваришення взаємного кредиту „Віра“, на підставі статуту уложеного доктором Теофілем Кормошем.» [13, с. 274]. Продовжує: «Творити для себе економічні установи може тільки нарід самосвідомий, а дійти до свободи національної — може тільки нарід економічно незалежний, значить заможний».
Розробив зразковий статут та написав посібник «Практичний підручник для товариств задаткових основаних на підставі закону з дня 9 квітня 1873 р. Ч. 70 В. з.д. уложив Др. Теофіль Кормош» (Перемишль, 1895. Накладом автора), Як було вказано в цьому посібнику «Дохід (від його реалізації — Т. А.) призначений на будову Народного Дому в Перемишлі». В ньому автор виклав порядок створення і ведення такого типу кредитних кооперативів, додавши до нього зразки форм необхідних документів.
Теофіл Кормош був співзасновником і провідним діячем центральних українських економічних інституцій у Львові (зокрема, банку «Дністер», товариства «Народна Торгівля» та ін., за його ініціативою було засновано «Союз руських торговельно-господарських спілок»), ініціятором побудови «Народного Дому» в Перемишлі 1901 року.
З початком Першої світової війни Теофіл Кормош активізував свою організаційну та політичну діяльність. Коли у Львові 18 — 19 жовтня 1918 року відбулася конституанта — представницьке зібрання (близько 500 осіб) українських послів до парламенту та Крайових сеймів Галичини і Буковини, єпископату, делегацій українських партій, яке обрало Українську національну Раду,— він був в її складі [5, с. 170]. Був членом Бойової управи Українських Січових Стрільців.
Пізніше Теофіл Кормош стає членом Обласної земельної комісії, разом з Левом Бачинським, Семеном Вітиком, Северином Даниловичем та ін., яка повинна була впроваджувати в дію Земельний закон для ЗО УНР від 14.4.1919 р., що визначав основи земельної реформи і проголошував скасування великої земельної власності та наділення землею безземельних і малоземельних селян на правах власності (через втрату державності не був реалізований). Інтернований польською окупаційною владою до концтабору в Домб'ї (тепер район Кракова), звідки втік до Станіславова, згодом переїхав до Відня, де активно діяв в політиці, співпрацював в газеті «Український прапор».
У 1921 р. Теофіл Кормош повертається до Перемишля, відновлює роботу адвокатської канцелярії та розпочинає активну громадську та політичну діяльність. Діяч УНДО, Союзу українських адвокатів.